# Thyrgis basipunctata
Thyrgis basipunctata là một loài bướm đêm thuộc phân họ Arctiinae, họ Erebidae.